# کوتلوجا (گوموش‌حاجی‌کوی)
کوتلوجا (به ترکی استانبولی: Kutluca) یک منطقهٔ مسکونی در ترکیه است که در گوموش‌حاجی‌کوی واقع شده‌است.